# ケリー・リン・プラット
ケリー・リン・プラット（Keri Lynn Pratt、1978年9月23日 - ）は、アメリカ合衆国の女優。

## 出演作品
- ヤング・スーパーマン ファイナル・シーズン
- メンタリスト シーズン3
- シングルマン
- ニューヨーク1973/LIFE ON MARS
- クリミナル・マインド４　ＦＢＩ行動分析課
- ＣＳＩ：ニューヨーク4
- 女検死医ジョーダン シーズン6
- ヴェロニカ・マーズ シーズン3
- ブラザーズ＆シスターズ シーズン1
- ＢＯＮＥＳ　ボーンズ　-骨は語る- シーズン2
- LAW & ORDER： 性犯罪特捜班 シーズン7
- Dr.HOUSE　―ドクター・ハウス― シーズン2
- ＣＳＩ：６　科学捜査班
- ふわっとアルバート
- ボストン・パブリック シーズン4
- NIP/TUCK　マイアミ整形外科医 シーズン1
- アメリカン・スウィートハート
- ＣＳＩ：　科学捜査班
- ＥＲ VII　緊急救命室 第7シーズン
- 禁断の蕾
- クルーエル・インテンションズ2
- ニコルに夢中

他